# Pollenza
Pollenza – miejscowość i gmina we Włoszech, w regionie Marche, w prowincji Macerata.
Według danych na rok 2004 gminę zamieszkiwały 5823 osoby, 149,3 os./km².